# دهکده ساحلی چاچاچا
دهکدهٔ ساحلی چاچاچا (انگلیسی: Seaside Village Cha-Cha-Cha؛ کره‌ای: 갯마을 차차차) یک مجموعهٔ تلویزیونی کره جنوبی با بازی شین مین آ، کیم سون هو و لی سانگ-یی است. این مجموعه، بازسازی فیلم کره جنوبی سال ۲۰۰۴، آقای هونگ است. این مجموعه از ۲۸ اوت تا ۱۷ اکتبر ۲۰۲۱ شنبه‌ها و یکشنبه‌ها ساعت ۲۱:۰۰ (کی‌اس‌تی) در ۱۶ قسمت از تی‌وی‌ان پخش شد. این مجموعه همچنین برای استریم بین‌المللی در نتفلیکس، در دسترس است.
این مجموعه یک موفقیت تجاری بود و تبدیل به یکی از پربیننده‌ترین مجموعه‌های تلویزیونی در تاریخ تلویزیون کابلی شد.
این مجموعه در طول مدت پخش خود به مدت هشت هفته در رتبهٔ اول قرار گرفت، و آخرین قسمت آن به ریتینگ ۱۲٫۶۶۵٪ با بیش از ۳٫۲ میلیون بیننده در سراسر کشور دست یافت.

## خلاصهٔ داستان
یون هه-جین (شین مین آ) یک دندانپزشک باهوش و زیباست که در سئول زندگی می‌کند و پس از اینکه پزشک ارشد کلینیک خود را به زیاده‌روی در درمان بیماران برای سود بیشتر متهم می‌کند، شغل خود را از دست می‌دهد. او سفر خود را به دهکدهٔ ساحلی گونگجین آغاز می‌کند، جایی که هونگ دو-شیک (کیم سون هو) همه فن حریف را ملاقات می‌کند. هونگ دو-شیک در دهکده از احترام زیادی برخوردار است، زیرا از بزرگان مراقبت می‌کند و از هیچ کار عجیب و غریبی دوری نمی‌کند. بر حسب اتفاق، مسیرهای این دو نفر چند بار بهم برخورد می‌کند و آن‌ها از هم خوششان می‌آید و دو-شیک همواره به هه-جین در مقابل مشکلات کمک می‌کند.

## بازیگران

### بازیگران اصلی
- شین مین آ در نقش یون هه-جین
  - شیم هه-یون در نقش کودکی یون هه-جین
  - اوه یه-جو در نقش نوجوانی یون هه-جین[۱۱]

یک دندانپزشک کمالگرا و جاه‌طلب که بعد از اینکه زندگی‌اش اشتباه پیش رفت، به گونگجین می‌رود.
- کیم سون هو در نقش هونگ دو-شیک
  - سونگ مین-جه در نقش خردسالی هونگ دو-شیک
  - آن سونگ-وون در نقش اوایل نوجوانی هونگ دو-شیک
  - مون سونگ-یون در نقش نوجوانی هونگ دو-شیک

همه کارهٔ گونگجین که به رئیس دهکده شناخته می‌شود. او در اصل بیکار است اما همیشه مشغول کمک‌رسانی به بقیه است. او در هر چیزی خوب است و به نظر می‌رسد که در هر کاری که همسایگانش در آن نیاز به کمک داشنه باشند، کمک می‌کند.
- لی سانگ-یی در نقش جی سونگ-هیون

یک کارگردان که معتاد به کار است و دارای شخصیتی روشن است.

### بازیگران مکمل

#### اطرافیان هه-جین
- گونگ مین-جونگ در نقش پیو می-سون، بهترین دوست هه-جین که یک دستیار دندان پزشک است.[۱۴][۱۵]
- سو سانگ-وون در نقش یون ته-هوا، پدر هه-جین
- وو می-هوا در نقش لی میونگ-شین، نامادری هه-جین[۱۶]

#### اطرافیان سونگ-هیون
- پارک یه-یونگ در نقش وانگ جی-وون، یک نویسندهٔ کهنه‌کار که هفت سال است با سونگ-هیون کار می‌کند.
- لی سوک-هیونگ در نقش کیم دو-ها، یک دستیار کارگردان[۱۷]
- سونگ ته در نقش جون، رپر اصلی گروه آیدل DOS
- بک سونگ در نقش این-وو، ساب-وکال گروه آیدل DOS[۱۸]

#### مردم در گونگ‌جین
- کیم یونگ-اوک در نقش کیم گام-ری، لیدر مادربزرگ‌ها در گونگجین[۱۴][۱۵]
- لی یونگ-یی در نقش لی مات-یی، دومین نفر از گروه سه مادربزرگ[۱۴]
- شین شین-ئه در نقش پارک سوک-جا، جوانترین در گروه سه مادربزرگ[۱۴]
- جو هان-چول در نقش اوه چون-جه، صاحب کافه و بار گونگجین. او یک خوانندهٔ سابق است که پس از انتشار یک آهنگ موفق در دههٔ ۱۹۹۰، ناپدید شد.[۱۹]
- لی بونگ-ریون در نقش یو هوا-جونگ، زن سابق یونگ-گوک که در گونگجین به دنیا آمده و بزرگ شده‌است. او مالک ساختمان کلینیک دندانپزشکی و خانهٔ هه-جین است.[۲۰]
- این گیو-جین در نقش جانگ یونگ-گوک، شوهر سابق هوا-جونگ. او جوانترین رئیس بخش است که سابقاً یک کارمند دولتی رده هفتم بود.[۲۱]
- هونگ جی-هی در نقش یک معلم در مدرسهٔ ابتدایی گونگجین[۲۲]
- چا چونگ-هوا در نقش جو نام-سوک، صاحب رستوران چینی در نزدیکی کلینیک دندانپزشکی هه-جین[۱۴][۱۵]
- یون سوک-هیون در نقش چوی گوم-چول، دوست دو-شیک و صاحب فروشگاه ابزارآلات و یراق.
- کیم جو-یون در نقش هام یون-کیونگ، زن گوم-چول که صاحب یک خواربارفروشی است.
- کانگ هیونگ-سوک در نقش چوی اون-چول، یک افسر پلیس که آدم‌شریفی است و نهایت تلاشش را در هرکاری که انجام می‌دهد، به کار می‌برد.[۱۵][۲۳]
- کیم سونگ-بوم در نقش بان یونگ-هون
- کیم مین-سو در نقش اوه جو-ری، دختر چون-جه
- کی اون-یو در نقش جانگ یی-جون، پسر یونگ-گوک و هوا-جونگ
- گو دو-یون در نقش چوی بو-را، دختر گوم-چول و یون-کیونگ

### بازیگران مهمان
- لی جونگ-اون در نقش بیمار هه-جین[۲۴][۲۵]
- به هه-سون در نقش پزشک ارشد در کلینیک دندانپزشکی سابق هه-جین[۲۵]
- لی جین-هی در نقش مادر هه-جین[۲۶]
- لی هو-جه در نقش پدربزرگ دو-شیک
- لی شی-هون در نقش میونگ-هاک، بیمار در کلینیک دندانپزشکی هه-جین[۲۷]
- کیم جی-هیون در نقش سون-آه، زن جونگ-وو[۲۸][۲۹]
- اوه ای-شیک در نقش جونگ-وو، دوست دوران کالج دو-شیک[۲۹]

## تولید
این مجموعه توسط شین ها-اون نوشته شده‌است و اولین بار در ۲۱ دسامبر ۲۰۲۰ با عنوان اولیهٔ هونگ بان-جانگ (홍반장; Hong Ban-jang) اعلام شد، و نقش‌های اصلی به کیم سون هو و شین مین آ پیشنهاد شد.
اولین جلسهٔ فیلمنامه خوانی با گروه بازیگران در ۲۱ آوریل ۲۰۲۱ انجام شد. فیلم‌برداری قرار بود در ۸ مه آغاز شود که بیشتر در پوهانگ انجام شد.

## آمار بینندگان
| فصل | فصل | شمارهٔ قسمت | شمارهٔ قسمت | شمارهٔ قسمت | شمارهٔ قسمت | شمارهٔ قسمت | شمارهٔ قسمت | شمارهٔ قسمت | شمارهٔ قسمت | شمارهٔ قسمت | شمارهٔ قسمت | شمارهٔ قسمت | شمارهٔ قسمت | شمارهٔ قسمت | شمارهٔ قسمت | شمارهٔ قسمت | شمارهٔ قسمت | میانگین |
| فصل | فصل | ۱          | ۲          | ۳          | ۴          | ۵          | ۶          | ۷          | ۸          | ۹          | ۱۰         | ۱۱         | ۱۲         | ۱۳         | ۱۴         | ۱۵         | ۱۶         | میانگین |
| --- | --- | ---------- | ---------- | ---------- | ---------- | ---------- | ---------- | ---------- | ---------- | ---------- | ---------- | ---------- | ---------- | ---------- | ---------- | ---------- | ---------- | ------- |
|     | ۱   | ۱٫۶۷۰      | ۱٫۶۲۴      | ۲٫۱۲۶      | ۲٫۲۳۲      | ۲٫۴۹۰      | ۲٫۵۹۳      | ۲٫۳۲۱      | ۲٫۱۰۶      | ۲٫۳۹۷      | ۲٫۹۷۸      | ۲٫۴۳۸      | ۲٫۷۷۶      | ۲٫۴۵۹      | ۳٫۰۱۳      | ۲٫۶۵۲      | ۳٫۲۳۷      | ۲٫۴۴۴   |

| ۱ | ۲۸ اوت ۲۰۲۱     | ۶٫۸۲۱٪ (اول)  | ۶٫۸۲۱٪ (اول)  |
| ۲ | ۲۹ اوت ۲۰۲۱     | ۶٫۶۶۶٪ (اول)  | ۶٫۶۸۷٪ (اول)  |
| ۳ | ۴ سپتامبر ۲۰۲۱  | ۸٫۷۳۳٪ (اول)  | ۹٫۰۰۲٪ (اول)  |
| ۴ | ۵ سپتامبر ۲۰۲۱  | ۸٫۷۴۲٪ (اول)  | ۹٫۳۱۹٪ (اول)  |
| ۵ | ۱۱ سپتامبر ۲۰۲۱ | ۹٫۹۹۶٪ (اول)  | ۱۰٫۹۴۰٪ (اول) |
| ۶ | ۱۲ سپتامبر ۲۰۲۱ | ۱۰٫۲۷۰٪ (اول) | ۱۱٫۰۳۸٪ (اول) |
| ۷ | ۱۸ سپتامبر ۲۰۲۱ | ۹٫۱۰۲٪ (اول)  | ۹٫۳۲۸٪ (اول)  |
| ۸ | ۱۹ سپتامبر ۲۰۲۱ | ۸٫۱۴۵٪ (اول)  | ۸٫۴۷۲٪ (اول)  |
| ۹ | ۲۵ سپتامبر ۲۰۲۱ | ۹٫۰۶۷٪ (اول)  | ۹٫۹۴۸٪ (اول)  |
| ۱۰ | ۲۶ سپتامبر ۲۰۲۱ | ۱۱٫۳۹۷٪ (اول) | ۱۲٫۴۳۲٪ (اول) |
| ۱۱ | ۲ اکتبر ۲۰۲۱    | ۹٫۲۹۹٪ (اول)  | ۹٫۹۳۵٪ (اول)  |
| ۱۲ | ۳ اکتبر ۲۰۲۱    | ۱۰٫۷۲۳٪ (اول) | ۱۱٫۶۴۹٪ (اول) |
| ۱۳ | ۹ اکتبر ۲۰۲۱    | ۹٫۱۷۱٪ (اول)  | ۹٫۳۹۶٪ (اول)  |
| ۱۴ | ۱۰ اکتبر ۲۰۲۱   | ۱۱٫۶۴۳٪ (اول) | ۱۲٫۴۷۷٪ (اول) |
| ۱۵ | ۱۶ اکتبر ۲۰۲۱   | ۱۰٫۳۴۷٪ (اول) | ۱۰٫۵۳۵٪ (اول) |
| ۱۶ | ۱۷ اکتبر ۲۰۲۱   | ۱۲٫۶۶۵٪ (اول) | ۱۳٫۳۲۲٪ (اول) |
| میانگین | میانگین         | ۹٫۵۴۹٪        | ۱۰٫۰۸۱٪       |
| - در جدول بالا، اعداد آبی کمترین رتبه را دارند و اعداد قرمز بیشترین رتبه را نشان می‌دهند. - این درام از یک کانال کابلی/پولی تلویزیون پخش می‌شود که در مقایسه با تلویزیون آزاد/پخش کننده‌های عمومی (اس‌بی‌اس، کی‌بی‌اس، ام‌بی‌سی و ئی‌بی‌اس) به‌طور معمول مخاطبان نسبتاً کمتری دارد. |                 |               |               |

## جوایز و نامزدی‌ها
| مراسم جوایز              | سال  | دسته          | نامزد                     | نتیجه    | منبع   |
| ------------------------ | ---- | ------------- | ------------------------- | -------- | ------ |
| جوایز موسیقی آسیایی ام‌نت | ۲۰۲۱ | بهترین اواس‌تی | چوی یو-ره — «آرزو» (Wish) | نامزدشده | [ ۳۶ ] |

### فهرست‌ها
| ناشر   | سال  | فهرست                                         | جایگاه | منبع   |
| ------ | ---- | --------------------------------------------- | ------ | ------ |
| ان‌ام‌ئی | ۲۰۲۱ | ۱۰ تا از بهترین درام‌های کره‌ای سال ۲۰۲۱        | هشتم   | [ ۳۷ ] |
| ورایتی | ۲۰۲۱ | بهترین برنامه‌های تلویزیونی بین‌المللی سال ۲۰۲۱ | ششم    | [ ۳۸ ] |